# Adelia (ópera)
Adelia, o la figlia dell'arciere (Adelia, o La hija del arquero) es una ópera (melodramma serio) en tres actos con música de Gaetano Donizetti y libreto en italiano de Felice Romani y Girolamo Maria Marini. Se estrenó en el Teatro Apollo de Roma el 11 de febrero de 1841.
El libreto está tomado de La figlia dell'arciere, ópera en tres actos de Carlo Coccia sobre texto de Felice Romani, del que Girolamo Maria Marini modificó el tercer acto. El texto de Romani a su vez estaba tomado de un drama francés no conocido.